# Topanga, Kalifornien
Topanga är en ort (CDP) i Los Angeles County, vid Santa Monica Mountains i delstaten Kalifornien, USA. Enligt United States Census Bureau hade orten en folkmängd på 8 289 invånare år 2010 och en landarea på 49,5 km².